# VisitBritain
VisitBritain est l’office de tourisme de la Grande-Bretagne. Créé en avril 2003, cet organisme a pour but de promouvoir la Grande-Bretagne à l’étranger comme destination touristique. VisitBritain est la fusion de deux organismes, la British Tourist Authority et l’English Tourism Council. Il est financé par le ministère de la Culture, des Médias et du Sport britannique.

## Missions générales
- Travailler en partenariat avec les offices de tourisme nationaux d’Angleterre, d’Irlande du Nord, d'Écosse et du Pays de Galles pour diffuser une image attractive de la Grande-Bretagne
- Proposer des informations touristiques impartiales
- Rassembler des informations de marché essentielles pour l’industrie touristique au Royaume-Uni

Le 15 décembre 2010, le flux Twitter de VisitBritain, @VisitBritain, est placé au 42e rang des 50 entreprises de voyage en ligne les plus influentes et est nommé Office de tourisme le plus influent sur Twitter.
Le 8 novembre 2010, VisitBritain est le premier organisme du tourisme au monde à lancer sur Facebook la première application des endroits les plus appréciés des visiteurs : Top 50 UK Places.
Le 5 novembre 2010, les British Travel Awards 2010 récompense VisitBritain, qui est nommé "Meilleur office de tourisme national" (Best National Tourist Board).
En 2005, VisitBritain obtient la récompense de World's leading Tourist and Convention Bureau lors de la remise des prix des World Travel Awards. Son site internet a reçu le titre de World's leading tourism authority website trois années de suite depuis 2003.
En France, VisitBritain est basé à Paris, l'organisme est fermé au public.

## Activités
- Informer et guider toute personne qui souhaite effectuer un séjour en Grande-Bretagne via son site Internet et sa boutique en ligne
- Conseiller les professionnels du secteur touristique en France qui souhaitent proposer la destination
- Conseiller les entreprises qui souhaitent organiser des voyages, des conférences et des séminaires en Grande-Bretagne
- Promouvoir la destination Grande-Bretagne dans les médias français